# الیچه
الیچه (به ایتالیایی: Elice) یک کومونه در ایتالیا است که در استان پسکارا واقع شده‌است.

## خصوصیات
الیچه ۱۴ کیلومترمربع مساحت و ۱٬۷۴۸ نفر جمعیت دارد و ۲۵۹ متر بالاتر از سطح دریا واقع شده‌است.